# Ctenomys lami
Ctenomys lami (лат.) — вид южноамериканских грызунов из семейства тукотуковых, встречающийся исключительно на востоке бразильского штата Риу-Гранди-ду-Сул.

## Описание
Длина тела в среднем от 23,1 до 31 см при длине хвоста от 6,7 до 9,2 см и весе около 370 граммов. Задняя ступня имеет длину от 31 до 42 мм, уши достигают длины около 8 мм. Это средняя или крупная разновидность среди представителей своего рода. Спинка тёмно-коричневая, окрашена равномерно, отдельные волоски имеют основание тёмно-серое и верхнюю треть коричневую. Брюхо светло-коричневое.
Череп относительно широкий, мозговая коробка овальной формы, её длина равна примерно трети общей длины черепа. Верхние резцы крупные, не выступают вперёд (ортодонтические зубы), покрыты оранжевым зубным дентином. Носовые кости широкие впереди и сужаются назад. Скуловые дуги хорошо развиты. Нижняя челюсть обладает выраженным processus coronoideus.
Картиотип состоит из диплоидного набора хромосом от 2n = 54 до 58 (FN=76-82), причём гаплотипы внутри вида сильно варьируют, делая этот вид обладателем самой высокой вариативности картиотипов среди всех других представителей рода. Сперматозоиды симметричны.

## Распространение
Ареал ограничен южной частью Бразилии, где вид встречается исключительно на востоке штата Рио-Гранде-ду-Сул в регионе под названием «Coxilha da Lombas». Типовой экземпляр был обнаружен на берегу реки Гуиба недалеко от Порту-Алегри.

## Образ жизни
О поведении известно немного. Как и все представители семейства, ведёт преимущественно подземный образ жизни, сооружая систему туннелей, и питается растительной пищей, главным образом травами и листьями. Обитает в открытых песчаных районах равнин вблизи песчаников озера Гуиба и Барроша, а также на антропогенно преобразованных лугах. Ведут одиночный образ жизни. Период размножения длится с июня по декабрь, самки приносят помёты численностью от одного до трёх детёнышей.

## Систематика
Ламми-каммовую крысу относят к самостоятельному виду в составе рода туко-туко (Ctenomys), насчитывающего около 70 видов. Научное описание вида было впервые сделано бразильским зоологом Талесом Рено де Фрейтасом в 2001 году на основании особей, обнаруженных возле реки Гуиба рядом с городом Порту-Алегри, и отличается от Ctenomys minutus.
Подвидов не выделяют.

## Статус
Международный союз охраны природы (IUCN) классифицирует Ctenomys lami как уязвимый вид. Причина кроется в сравнительно небольшом ареале площадью примерно 14 700 квадратных километров, поскольку вид был обнаружен всего в десяти местах, и доступность подходящей среды обитания сокращается. Популяция резко сократилась в последние годы вследствие урбанизации районов проживания этих животных.
Между популяциями Ctenomys lami и близкого ей вида Ctenomys minutus была выявлена гибридизация. Изначально оба вида были разделены широкой влажной зоной, однако рисоводство привело к уменьшению болот, объединяя обе популяции. Урбанизация и расширение сельского хозяйства, особенно выращивание риса и соевых бобов, считаются основными причинами угрозы для обоих видов.